# Elize Ryd
Hanna Elise Isabell Maj Höstblomma Ryd, röviden Elize Ryd (Värnamo, Svédország, 1984. október 15. – ) svéd énekesnő, dalszerző, táncos, aki leginkább az Amaranthe metalegyüttes énekesnőjeként és dalszerzőjeként ismert. Korábban a Kamelot metalegyüttes vendégénekese is volt. Hangfekvése szoprán.

## Korai évek
Édesapja svéd, édesanyja finn származású, szintén zenészek. Elize 1984. október 15-én született a svédországi Värnamo városában. Első fellépése négy évesen volt. Gyermekkorában rengeteg hatás érte Walt Disney-től a heavy metalig. 1998-ban, 13 évesen benevezett egy tehetségkutató versenyre Gothenburgban, amit legfiatalabbként meg is nyert. Az első díj egy lemezszerződés volt, amit azonban, mivel nem volt még 15 éves, ami az alsó korhatár volt, nem vehetett át. MInt legígéretesebb énekes, ösztöndíjat nyert, valamint szerepet kapott a Brödupploppet musicalben, amivel 76 alkalommal lépett fel az Exercishusetben. 2003-ban, amikor középiskolai tanulmányait elvégezte, még egy ösztöndíjban részesült.

## Karrier
2008-ban Jake E-vel (férfi tiszta ének), Andy Solveström-mel (férfi „kemény” ének), Morten Loewe-el (dob), Olof Mörck-kel (gitár) és Johan Andreasson-nal (basszusgitár) együtt megalapította az Amaranthe együttest, mely a power metal, pop metal, újabban szimfonikus metal stílusban tevékenykedik.

## Fordítás
Ez a szócikk részben vagy egészben  az   Elize Ryd című angol Wikipédia-szócikk ezen változatának fordításán alapul.  Az eredeti cikk szerkesztőit annak laptörténete sorolja fel. Ez a jelzés csupán a megfogalmazás eredetét és a szerzői jogokat jelzi, nem szolgál a cikkben szereplő információk forrásmegjelöléseként.